# Łysomiczki
Łysomiczki (kaszb. Łësomicczi Mòst lub Łësomiczczi, niem. Loitzerbrück) – osada w Polsce położona nad rzeką Słupią w województwie pomorskim, w powiecie słupskim, w gminie Dębnica Kaszubska. Miejscowość wchodzi w skład sołectwa Dębnica Kaszubska.
W latach 1975–1998 miejscowość administracyjnie należała do województwa słupskiego.

## Nazwa
Nazwa miejscowości jest tzw. chrztem nazewniczym i powstała przez zdrobnienie nazwy miejscowej Łysomice formantem -k-. Pierwotna niemiecka nazwa Loitzerbrück, wzmiankowana po raz pierwszy w 1935, ma charakter kulturowo-topograficzny i jest hybrydą etymologiczną złożoną z dwóch członów: nazwy własnej Loitz („las łysomicki”, nazwa pochodzenia słowiańskiego) i nazwy pospolitej Brücke „most”.
Rada Języka Kaszubskiego proponuje opartą na polskiej kaszubską formę nazwy Łësomiczczi.